# Grey (음반)
《Grey》는 2008년 10월에 발표된 디어 클라우드의 두 번째 정규 앨범이다.

## 수록곡
1. Siam
2. 부탁해
3. Lip
4. 늦은 혼잣말
5. Never Ending
6. 거짓말
7. 나를 안아 ('05 Home Recording)
8. 나에게만 너를 말해주기를
9. Daydream
10. 비밀
11. La La La Song